# هذه القطعة من أجلك (أغنية)
هذه القطعة من أجلك  هي أغنية من طرف الدي جي الفرنسي دافيد غيتا، وغناء السويدية زارا لارسون، وهي الأغنية الرسمية لبطولة أمم أوروبا لكرة القدم 2016.
الأغنية تم تسجيلها بمساعدة مليون معجب حول العالم بالإضافة إلى تطبيق حي مختص.

## حفل افتتاح بطولة أمم أوروبا
دافيد غيتا وزارا لارسون أدوا الأغنية في حفلي افتتاح واختتام بطولة أمم أوروبا 2016 بفرنسا مسقط رأس غيتا. إضافة إلى أداء حفل مجاني ببرج إيفل في باريس يوم 9 يونيو 2016.

## فريق العمل
| دافيد غيتا      | إنتاج، توزيع        |
| زارا لارسون     | غناء                |
| جيورجيو توينفور | بيانو               |
| أفروجاك         | إنتاج، آلات         |
| داديز كروف      | برمجة، مكسجة، تسجيل |
| توماس ترولسن    | منتج مساعد          |
| إليو ديبيتز     | تسجيل الصوت         |

بالإضافة إلى فريق العمل، شارك مايفوق المليون معجب حول العالم في تصوير الأغنية بالإضافة إلى التطبيق الرسمي للأغينة.

## قوائم الأعنية

### تحميل موسيقي
| #  | عنوان                                                                          | المدة |
| -- | ------------------------------------------------------------------------------ | ----- |
| 1. | "هذه القطعة من أجلك (مع زارا لارسون) [الأغنية الرسمية لبطولة أمم أوروبا 2016]" | 3:27  |

### تحميل موسيقي – إعادة توزيع
| #  | عنوان | المدة |
| -- | --- | ----- |
| 1. | "هذه القطعة من أجلك (مع زارا لارسون) [الأغنية الرسمية لبطولة أمم أوروبا 2016]" (Extended)                        | 4:27  |
| 2. | "هذه القطعة من أجلك (مع زارا لارسون) [الأغنية الرسمية لبطولة أمم أوروبا 2016]" (Kungs Remix)                     | 4:15  |
| 3. | "هذه القطعة من أجلك (مع زارا لارسون) [الأغنية الرسمية لبطولة أمم أوروبا 2016]" (Stefan Dabruck Remix)            | 5:03  |
| 4. | "هذه القطعة من أجلك (مع زارا لارسون) [الأغنية الرسمية لبطولة أمم أوروبا 2016]" (GLOWINTHEDARK Remix)             | 3:20  |
| 5. | "هذه القطعة من أجلك (مع زارا لارسون) [الأغنية الرسمية لبطولة أمم أوروبا 2016]" (Kris Kross Amsterdam Remix)      | 3:06  |
| 6. | "هذه القطعة من أجلك (مع زارا لارسون) [الأغنية الرسمية لبطولة أمم أوروبا 2016]" (Faustix Remix)                   | 3:04  |
| 7. | "هذه القطعة من أجلك (مع زارا لارسون) [الأغنية الرسمية لبطولة أمم أوروبا 2016]" (Stefan Dabruck Remix Radio Edit) | 3:07  |

## ترتيب الأغنية
| ترتيب 2016                                                      | المركز |
| --------------------------------------------------------------- | ------ |
| فرنسا (سنيب)                                                    | 1      |
| ألمانيا (ترتيب ألمانيا الرسمي)                                  | 1      |
| إسرائيل (ميديا فوريست)                                          | 1      |
| لوكسمبورغ (ترتيبات بيلبورد)                                     | 1      |
| المكسيك (بيلبورد)                                               | 1      |
| البرتغال (أي إف بي)                                             | 1      |
| سويسرا (سويس هيتبارادي)                                         | 1      |
| النمسا (أو3 النمسا توب 40)                                      | 2      |
| بلجيكا (أولتراتوب)                                              | 2      |
| ألمانيا (ترتيب آيربلاي)                                         | 2      |
| أوروبا (نيلسين ساوند سكان)                                      | 3      |
| السويد (سويرجتوبليستان)                                         | 3      |
| المجر (التسجيلات المجرية)                                       | 4      |
| إسرائيل (ميديا فوريست)                                          | 4      |
| النرويج (في جي ليستا)                                           | 4      |
| سلوفينيا (سلو توب 50)                                           | 4      |
| هولندا (دوتش توب 40)                                            | 5      |
| لبنان (لبنان توب 20)                                            | 6      |
| هولندا (سينغل توب 100)                                          | 6      |
| سلوفاكيا (أي إف پي أي)                                          | 6      |
| فينلاندا (تسجيلات فنلندا الرئيسية)                              | 7      |
| المجر (التسجيلات المجرية)                                       | 7      |
| بريطانيا للرقص (ترتيب أغاني بريطانيا)                           | 7      |
| إيطاليا (فيمي)                                                  | 8      |
| جمهورية التشيك (أي إف پي أي)                                    | 9      |
| بلجيكا (أولتراتوب فلاندر)                                       | 10     |
| أيرلندا (ترتيب أغاني أيرلندا)                                   | 10     |
| التشيك (راديو توب 100)                                          | 11     |
| الدنمارك (تراكليسن)                                             | 11     |
| لاتفيا (لاتيفيا توب 40)                                         | 11     |
| بولندا (إتحاد شركة بولندا للفونوغرافيك)                         | 11     |
| الولايات المتحدة الأمريكية (أغاني الرقص/الإليكترونيك (بيلبورد)) | 11     |
| إسبانيا (بروموسيكال)                                            | 12     |
| اليابان (بيلبورد اليابان)                                       | 13     |
| المكسيك (مونيتور لاتينو)                                        | 13     |
| اسكتلندا (اسكتلندا لترتيب الأغاني والألبومات)                   | 13     |
| المجر (راديو توب 100)                                           | 16     |
| بريطانيا (بريطانيا لترتيب الأغاني)                              | 16     |
| سلوفاكيا (راديو توب 100)                                        | 34     |
| بريطانيا (الشركة الرسمية للترتيبات)                             | 37     |
| رومانيا (ترتيب راديو رومانيا آيربلاي)                           | 45     |
| كندا (كاناديان هوت 100)                                         | 63     |
| أستراليا (ترتيبات أريا)                                         | 67     |
| روسيا (توفيت)                                                   | 81     |

## الشواهد
| الدولة                                        | الشهادة | الوحدة/الصالة |
| --------------------------------------------- | ------- | ------------- |
| بلجيكا (الجمعية البلجيكية للترفيه)            | ذهبية   | 15,000        |
| إيطاليا (أي إف بي أي)                         | ذهبية   | 25,000        |
| إسبانيا (بروموزيكال)                          | ذهبية   | 20,000        |
| بولندا (الشركة البولندية لصناعة الفونوغرافيك) | ذهبية   | 10,000        |

## وصلات خارجية
- الأغنية الرسمية لبطولة أمم أوروبا 2016 على موقع يوتيوب.
- الموقع الرسمي للأغنية.